# Parafia Matki Bożej Szkaplerznej w Rudzie
Parafia Matki Bożej Szkaplerznej w Rudzie – parafia rzymskokatolicka, znajdująca się w diecezji tarnowskiej, w dekanacie Radomyśl Wielki. 
Murowany jednonawowy kościół powstał w 1919 r. Konsekracji świątyni dokonał biskup Leon Wałęga w 1925 r.